# Iglesia de San Martín de Cedofeita
La iglesia de Sant Martín de Cedofeita (en portugués Igreja de São Martinho de Cedofeita) es una sencilla iglesia románica del siglo XII en Oporto, Portugal. Es la más antigua de la ciudad.

## Historia
La tradición cuenta que fue construida en el lugar en que Teodomiro, rey de los suevos, se convirtió al cristianismo en el siglo VI.

## Edificio

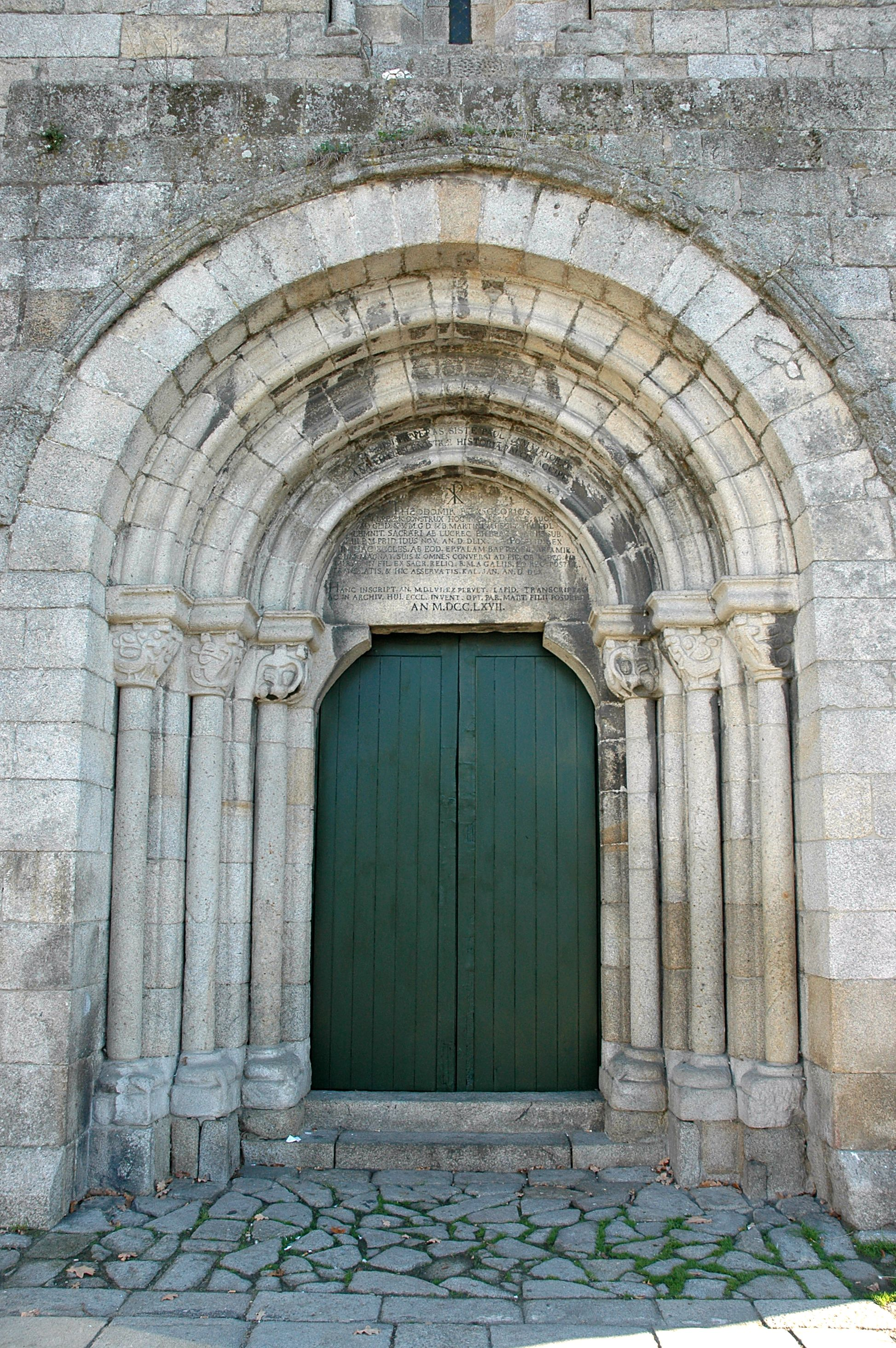
Puerta principal

Es una iglesia particular en la arquitectura románica portuguesa por ser el único edificio con una sola nave cubierta por una bóveda de piedra, lo que explica la presencia de densos contrafuertes exteriores en las paredes laterales. Está pues formada por una nave y tiene un ábside cuadrangular separado por arco del crucero apoyado sobre capiteles calcáreos.
La nave está cubierta por una bóveda de cañón compuesta por cuatro tramos, y tres arcos torales soportados por columnas adosadas con capiteles graníticos de tratamiento biselado. La cabecera se compone de dos tramos y sus muros interiores se organizan en dos. En el primero se ve una secuencia de once arcadas ciegas con pequeñas columnas. Por encima, hay una apertura a cada lado.
Hay tres portales. El de la fachada principal, con tres pequeñas columnas y arquivoltas, con capiteles con decoración animalista, revela tendencias de Coímbra. En el tímpano, hay una inscripción del siglo XVIII. Por encima del portal, se encuentra una abertura en arco pleno, sostenido por pequeñas columnas. En el portal norte, hay un Agnus Dei grabado en el tímpano. Aquí son nítidas las influencias limosina, especialmente en el uso de los capiteles sin imposta, tal como los encontramos en la catedral de Oporto. El aspecto macizo de la fachada occidental puede ser una solución diferente de la inicial.